# 姚兴
秦文桓帝姚兴（366年—416年），字子略，南安赤亭（今甘肅省隴西縣西）古羌人。十六国时期后秦皇帝，后秦武昭帝姚苌长子。姚興即位之初就俘殺了父親在位時面對的最強對手苻登，基本覆滅了前秦。後又出兵後涼，令其投降之餘亦令盤據秦涼一帶的政權如北涼、南涼及西秦等政權臣服，還率兵進攻東晉，一舉攻取洛陽等地，使統治疆域迅速擴大。不過隨後與北魏在柴壁之戰中卻大敗，面對新興的夏國亦不能有效對付，反屢遭侵擾；且國內出現兒子姚弼與太子姚泓爭位的事件，令後秦國勢漸弱。弘始十八年（416年），姚興病逝，諡文桓皇帝，庙号高祖，下葬偶陵。姚興死後僅一年，後秦滅亡。

## 生平
姚興在前秦時任太子舍人。白雀元年（384年），姚萇在渭北馬牧稱萬年秦王，建後秦，姚興時在長安，冒險出走與父親會合。建初元年（386年），姚萇在奪得長安（今陝西西安）後稱帝，就立了姚興為皇太子。其時姚萇屢次在外與前秦對抗，姚興就經常留鎮長安以統後事。其時又與太子中舍人梁喜及太子洗馬范勖講論經籍，不以兵戎廢業，當時的人亦受他們影響。

### 消滅前秦
建初八年（393年）十二月，姚萇去世，死前命太尉姚旻、僕射尹緯、姚晃、將軍姚大目及尚書狄伯支為輔政大臣，並向姚興說：「若有人謗毀這幾位大臣，小心不要聽信。你以仁管教子女，以禮對待大臣，以信處事，以恩治民，這四項你能做到，我就不憂心了。」姚萇死後，姚興秘不發喪，分命姚緒、姚碩德及姚崇駐安定、陰密及長安，自己就自稱大將軍，領兵進攻前秦。
次年春，前秦皇帝苻登聽聞姚萇已死即十分高興，又輕視姚興，隨即率眾東進。至夏季，苻登要進攻廢橋，尹緯則受命支援守馬嵬堡的姚詳，尹緯於是據守廢橋等待前秦軍。前秦軍因無法取得水源而缺水，兩三成士兵更因而渴死，於是急攻尹緯希望能奪取水源。姚興當時認為苻登已是窮寇，於是派狄伯支命令尹緯要持重拒戰，不要輕易與前秦軍決戰。不過尹緯認為姚萇新死，人心恐懼不安，應當用盡力量消滅敵人，安定眾心。尹緯於是與苻登決戰，終大敗前秦軍，苻登因兵眾潰散而逃走，逃到馬毛山。戰後，姚興才正式發喪，並在槐里（今陝西興平東南）即位為帝，改元「皇初」。七月，姚興進攻苻登並在馬毛山南作戰，擒殺苻登，並解散其部眾。不久繼位的前秦皇帝苻崇因被乞伏乾歸逼逐而聯結楊定進攻乞伏乾歸，卻遭對方所殺，前秦正式滅亡。

### 對外擴張
皇初七年（397年），姚興率兵進攻東晉控制的湖城，弘農太守陶仲山及華山太守董邁都投降。姚興於是進至陝城（今河南陝縣），並攻下上洛（今陝西商洛市）。另又分遣姚崇進攻洛陽（今河南洛陽），因晉河南太守夏侯宗之守金鏞城而未能攻克，於是改攻柏谷，強遷兩萬多戶流民西歸。及至皇初九年（399年），姚興命姚崇及楊佛嵩再攻洛陽，守將辛恭靖堅守一百多日後失守，後秦奪得洛陽。取洛陽後，淮河、漢水以北各城大多都向後秦請降，並送人質。
弘始二年（400年），姚碩德進攻西秦，西秦王乞伏乾歸率眾抵抗，兩軍對峙期間姚碩德軍中柴草缺乏，姚興就暗中領兵支援。乞伏乾歸知道姚興派軍前來，於是命慕兀率二萬中軍屯柏楊（今甘肅清水縣西南），羅敦率外軍屯侯辰谷，自己領數千輕騎等候秦軍。不過其夜遇上大風和大霧，乞伏乾歸與慕兀的中軍失去聯絡，被逼與外軍會合。天亮後，乞伏乾歸就與後秦軍作戰，終大敗並逃返苑川（今甘肅榆中縣北），後秦軍受降共三萬六千多人，姚興則進軍枹罕（今甘肅臨夏市）。乞伏乾歸初降禿髮利鹿孤，但因怕不為對方所容，最終決定歸降後秦。
弘始三年（401年），姚興命姚碩德進攻後涼，並兵圍後涼首都姑臧（今甘肅武威）。後涼王呂隆被逼請降。而在後秦攻涼時，西涼李暠、南涼禿髮利鹿孤及北涼沮渠蒙遜都遣使向後秦請降。直至弘始五年（403年），後涼被南涼和北涼所逼，最終請後秦派軍迎來歸附，姚興因而派了齊難等人到姑臧，駐兵當地並送呂氏宗族內徙長安，吞併後涼。另外在攻打後涼姑臧時，連帶的將名僧鳩摩羅什請回長安。爾後為鳩摩羅什講解《法華經》，建造｢長安大寺｣。鳩摩羅什於長安圓寂，其生前將大乘佛教的主要經典(如《中論》、《法華經》、《維摩詰經》等)譯為漢文。

### 柴壁之戰
北魏君主拓跋珪曾經送一千匹馬到後秦請婚，姚興原先答應，但知拓跋珪已立了皇后，於是拒絕並留下使者賀狄干。弘始四年（402年），北魏將領拓跋遵進攻高平（今甘肅固原），沒弈干拋棄部眾，帶著數千騎兵及赫連勃勃逃到秦州。北魏軍追擊至瓦亭仍未追上，於是盡遷高平的物資回國；及後北魏平陽太守貮塵又進攻河東。北魏的一系列軍事行動震動長安，關中各城日間也緊閉城門，姚興於是在城西閱兵，並做好戰爭準備。同年，姚興派姚平及狄伯支等率四萬步騎兵進攻北魏，姚興則親率大軍在後。北魏帝拓跋珪則命拓跋順及長孫肥統六萬騎兵為先鋒，自己也率大軍在後以作抵抗。姚平用了六十多天攻陷了北魏屯積糧食的乾壁，又派二百精騎偵察魏軍，卻為長孫肥襲擊，所有人都被生擒。姚平因而後撤，又遭拓跋珪追擊，並在柴壁（今山西襄汾縣西南）被追上；姚平當時據柴壁城固守，北魏軍則圍困城池。姚興於是自領四萬七千兵營救姚平，並打算佔領天渡以運糧支援姚平。不過北魏加強了包圍圈，又在汾水建浮橋，在汾水西岸築圍堵截姚興援軍，務求引姚興取道汾東，經長達三百多里而缺乏小路通行的蒙坑進攻。而姚興到蒲阪後因怕魏軍強盛，很久才正式進攻。及後姚興在蒙坑以南與拓跋珪所率三萬步騎兵作戰，後秦軍共千多人被殺，姚興被逼退走四十多里，而姚平亦未能突圍。接著拓跋珪分兵各據險要，不讓後秦軍接近柴壁。姚興駐屯汾西，在汾水上游放木材打算沖毀北魏浮橋，但木材都被魏軍截取。至十月，姚平軍需用盡，在夜間試圖向西南方突圍，姚興列兵汾西，點起烽火和擂鼓響應，不過姚興欲救姚平盡力突陣，姚平反望姚興攻圍接應，兩軍雖然能夠以叫喊相通，但始終都沒能壓逼圍城魏軍。姚平最終無法成功突圍，於是率眾投水自殺，然而拓跋珪卻都派人潛下水捕捉，赴水諸將與城中狄伯支、唐小方等人及兩萬多兵眾都被俘。姚興只能見城中軍隊束手就擒而無力支援，全軍都哀傷痛哭，哭聲震動山谷。接著姚興數度派遣使者求和，但都被拒，魏軍更乘勝進攻蒲阪。防禦蒲阪的姚緒固守不戰，又正因柔然要進攻北魏，拓跋珪才撤兵。

### 夏國內擾
弘始九年（407年），北魏歸還柴壁之戰中被俘的唐小方等人，姚興又以良馬千匹贖回狄伯支，與北魏通和。赫連勃勃因後秦與北魏連和而大怒，竟搶奪了柔然送給後秦的八千匹馬，並襲殺沒弈干叛變，稱大夏天王，建夏國。赫連勃勃隨後又攻破鮮卑薛干部等三部，並進攻後秦三城以北諸戍，後秦將楊丕、姚石生等都被殺，接著又侵掠嶺北，令嶺北各城城門白天也要緊閉。姚興此時感嘆：「我不聽黃兒（姚興弟姚邕小字）的話，才弄成今天這樣子。」
隨後禿髮傉檀大敗於赫連勃勃，名將折損達六七成，接著成七兒及梁裒、邊憲等又先後謀反，姚興見其並受外憂外患夾擊，不顧尚書郎韋宗的勸阻和吏部尚書尹昭命北涼及西涼進攻禿髮傉檀的建議，堅持分兵兩道進攻夏和禿髮傉檀。姚興於弘始十年（408年）派了齊難領二萬騎兵攻夏，又派姚弼、斂成及乞伏乾歸攻禿髮傉檀，更寫信給禿髮傉檀聲稱姚弼等其實只是配合齊難進攻夏國的行動，禿髮傉檀不作防備。不過姚弼等到姑臧後反被禿髮傉檀的奇兵擊敗，後又特地釋放牛羊引誘後秦軍掠奪，大敗秦軍。作為後繼的姚顯知姚弼兵敗，加快趕到姑臧，並命孟欽等五名擅長射擊的人於涼風門挑戰，卻遭南涼材官將軍宋益擊殺。姚顯見此委罪於斂成，派使者向禿髮傉檀謝罪，撫慰河西後就撤還。而禿髮傉檀亦派使者徐宿向後秦謝罪。不過在當年又再稱涼王。
而赫連勃勃知齊難來攻，於是退守河曲。齊難見赫連勃勃仍在很遠，於是先行縱兵野略；赫連勃勃因而潛軍來襲，俘殺七千多人，齊難逃走但在木城遭赫連勃勃生擒，其餘將士亦被俘。戰後嶺北共計有數萬人歸附赫連勃勃。弘始十一年（409年），姚興再派姚沖及狄伯支率四萬騎再攻夏，但姚沖竟圖謀反，並殺了不肯支持的狄伯支，姚興終賜死姚沖。同年，姚興親自率軍攻夏，至貮城後就派姚詳、斂曼嵬及彭白狼分督租運。其時諸軍未集合，而赫連勃勃乘虛來襲，姚興恐懼之下打算逃到姚詳那裏，但被右僕射韋華勸止。姚興派姚文宗等迎戰，雖將領姚榆生被擒，但在姚文宗力戰之下也成功擊退赫連勃勃。姚興唯有留五千禁軍助姚詳守貮城，自己撤還長安。
赫連勃勃攻破了敕奇堡、黃石固及我羅城。次年又派胡金纂攻平涼，雖然姚興親自率軍擊殺胡金纂，但赫連勃勃侄赫連羅提又攻下定陽，殺四千多人並俘姚廣都。當時秦將曹熾、曹雲及王肆佛等被逼領數千戶內徙，姚興就讓他們住在湟山及陳倉。接著赫連勃勃又進攻隴，攻略陽太守姚壽都守的清水城，姚壽都棄城奔上邽，而赫連勃勃就遷了城中一萬六千戶人到大城。姚興試圖從安定追擊赫連勃勃，但追不上。及後赫連勃勃仍屢屢侵擾後秦，但姚興都無法消滅夏國。

### 姚弼爭儲
姚興子廣平公姚弼得父親寵愛，任雍州刺史，出鎮安定時天水人姜紀接近姚弼，並勸他巴結姚興左右以望還朝，姚弼於是巴結常山公姚顯。至弘始十三年（411年），姚興就召了姚弼回長安，讓他為尚書令、侍中、大將軍。姚弼於是擔當將相要職，更心引見人才，收結朝士，形成了一股比太子姚泓更大的勢力，更有圖取其太子之位。後來姚弼因為厭惡姚泓親信姚文宗，就誣陷他有所怨言，並讓侍御史廉桃生作證。姚興信以為真，一怒之下就賜死姚文宗。朝中大臣於是都不敢再說姚弼不是了。
因著對姚弼的寵愛，姚興對姚弼幾乎言聽計從，於是機要職位都由姚弼親信出任。當時右僕射梁喜、侍中任謙及京兆尹尹昭就找機會向姚興表示姚弼有奪嫡的志向，指出姚興不當的寵愛他，令傾險無賴的人都在其身邊，又說民間都說姚興有廢立之意，三人同時表示反對易儲。姚興立即否認有易儲計劃，三人就是更勸姚興削減姚弼權力並除去其身邊黨羽，既保姚弼，亦保國家。姚興聽後就沉默不言。
弘始十六年（414年），姚興病重，太子姚泓屯兵東華門，並在諮議堂侍疾。當時姚弼卻意圖作亂，招集了數千人並藏匿在其府中。姚裕當時與任謙、梁喜等人都掌禁軍守衞皇宮，而姚裕就派使者將姚弼謀反的行狀告知各個外藩，於是駐蒲阪的姚懿、洛陽的姚洸及雍城的姚諶都將要領兵入長安討伐姚弼。此時姚興病情好轉，召見了群臣，征虜將軍劉羌向姚興泣告姚弼謀反之事，尹昭等都建議姚興即使不按法處死，也應削其權力，讓他散居藩國。姚興仍然欣賞才兼文武的姚弼，不忍殺他，於是免去其尚書令職位，以大將軍、廣平公身份還第。
及後姚懿、姚洸、姚宣及姚諶來朝，見面時姚宣哭請姚興按法處置姚弼，但姚興拒絕。撫軍東曹屬姜虬也上書指姚弼雖然被姑息，但其黨羽仍然活躍，姚弼變亂的心是不會變的，更請消除姚弼黨羽，以絕禍根。姚興就問梁喜：「天下的人全都以我兒子作為口實，要如何處理？」梁喜則說：「真的如姜虬所言，陛下應該早點有個決定。」姚興又沉默不言。
弘始十七年（415年），姚弼知姚宣在父親面前說自己不是，十分憤恨，於是就向姚興誣陷姚宣。姚興又相信，並召見當時到了長安的姚宣司馬權丕，責怪他沒有好好匡輔姚宣並要處死他。但權丕竟然捏造了姚宣的罪狀報告姚興。姚興於是大怒，收捕了姚宣並派姚弼率兵三萬出鎮秦州。尹昭知道後向姚興指讓姚弼統大軍在外，一旦姚興去世，就會是太子姚泓的大大威脅，試圖勸止姚興，但姚興不聽。
同年，姚興食五石散中毒，姚弼卻稱病不朝，又再次在府中招集兵眾。姚興知道後大怒，殺了姚弼黨羽殿中侍御史唐盛及孫元。姚泓卻在怪責自己，請姚興殺了他，或處之外藩。姚興於是召了姚讚、梁喜、尹昭及斂曼嵬，和他們討論後囚禁了姚弼並準備殺了他，又要將姚弼黨羽全部治罪。不過姚泓請命之下，都將他們寛恕。
弘始十八年（416年），姚興出行華陰，留姚泓監國。及後姚興病重回長安，姚弼黨羽尹沖等仍想發難，想趁姚泓出迎姚興而將其殺害，但姚泓只在黃龍門拜迎。其時尚書姚沙彌更意圖劫奪姚興到廣平公府，以姚興招引眾人支持，從而從姚泓手中奪去儲君之位。尹沖雖不從，但仍然考慮隨姚興乘輿入宮中作亂，只是未知姚興生死而不敢行動。姚興則命姚泓錄尚書事，並命姚紹及胡翼度掌禁軍，又命斂曼嵬收去姚弼府中的武器。
不久，姚興病情更趨嚴重，姚興妹南安長公主去探望他也得不到回應，姚興幼子姚耕兒就向哥哥姚愔報告姚興已死，叫他快點做決定。姚愔於是就帶其他的士兵攻端門，斂曼嵬領兵抵禦，而胡翼度就關上宮中四門。姚愔派壯士爬上門並進入宮內，並走到馬道。時在諮議堂侍疾的姚泓命斂曼嵬登武庫抵禦，而太子右衞率姚和都亦已率東宮士兵在馬道南駐屯。姚愔無法前進，只得燒毀端門。姚興此時竭力走到前殿，並下令賜死姚弼。禁軍見到姚興士氣大振，向姚愔軍發動進攻，姚和都也在後夾擊，最終姚愔軍潰敗，姚愔逃到驪山，呂隆則逃到雍城，尹沖及尹泓就南奔東晉。
姚興召姚紹、姚讚、梁喜、尹昭和斂曼嵬入寢宮，遺命他們為輔政大臣。姚興即逝世，享年五十一歲。諡文桓皇帝，庙号高祖，下葬偶陵。

## 為政措施
姚興曾命各郡國每年都上報一個品行純潔的孝廉，又留心政事，廣納百言，包容各種意見。即使只是說了一句姚興認為有益的建言，都會得到特別禮待。如杜瑾、吉默和周寶就曾因向姚興陳述當時國中大事而獲授要職。姚興又重文教，當時有姜龕、淳于岐及郭高等有大德的老儒士在長安教學，各有數百門生，其中有不少門生更遠道而來。而姚興就在處理政務以外的時間請姜龕等到東堂和他談論學問和技藝。當時一叫胡辯的人曾在東晉佔領時期的洛陽授學，很多關中人都去拜師，姚興更下令各關守長盡量方便這些求學的人出入。種種措施都令後秦儒學興盛。
皇初九年（399年），姚興以国内天灾频频，於是自降帝号，称秦王；另又下令郡國將因戰亂而賣身為奴婢的人變回良人，更將幾個貪財官員誅殺，整頓官員風氣。及後又在長安建立法律學校，讓各郡縣散吏入讀，學成者就送回郡縣以處理形獄事項，又下令郡縣無法裁決的都上交廷尉處理。姚興更經常到諮議堂聽訟和作判決，大大減少了冤獄。
弘始三年（401年）呂隆向後秦請降後，姚興就迎在後涼的僧人鳩摩羅什入長安，並奉其為國師，奉之如神。鳩摩羅什在長安組織了大規模的翻譯佛經事業，姚興亦信了佛，於是群下都跟著信奉佛教，又吸引了五千多個僧人遠道而來。姚興又在永貴里建了佛塔、在中宮建了波若臺，佛教興盛，各州郡都受到佛教影響，至「求佛者十室而九。」
姚興在位後期，國庫不足，曾增加關隘和渡口的稅，又向鹽、竹、山林和木材徵稅。群臣曾勸諫但姚興認為能夠常出入關隘及取利於山水資源的都是富人，現在增稅其實只是取富人多餘的而彌補國家不足，並無不妥。

## 性格特徵
姚興生性儉約，所乘車馬都沒有黃金或玉石裝飾，以身作則之下，群下都崇尚清正廉潔。不過姚興卻喜歡打獵，常傷及農作物。杜挻及相雲曾分別作《豐草詩》及《德獵賦》以作暗示，姚興雖然明白並以黃金及布帛作賞賜，但始終改變不了打獵的習慣。
每當大臣去世，姚興都不會只按慣例在東堂發哀，而會親身去臨喪。
姚興十分看重親族，更對兩名叔叔姚碩德及姚緒十分恭敬。姚興降號為王時，本為王爵的姚碩德及姚緒應當降為公爵，但姚興不允，在二人再三辭讓下才得允許。姚興又曾下令所有官員取名時不得犯二人名諱，所有車馬、衣服及器玩都先給二人，自己只用次一等的，見面時行家人之禮，朝中大事亦必定先諮詢二人。姚沖叛變不遂殺了顧命大臣之一的狄伯支，姚興仍然顧念他是最小的弟弟，雄武絕人，還想對他寬容一次，不過在斂成規勸下，姚興想到他殺了狄伯支，就下書賜死姚沖。

## 家庭

### 后妃
- 张皇后
- 齐皇后

### 子
- 太子姚泓，后秦末主
- 太原公姚懿
- 广平公姚弼，弘始十八年（416年），谋乱失败，赐死
- 陈留公姚洸
- 公爵姚宣
- 公爵姚諶
- 南阳公姚愔，416年被姚泓诛杀
- 平原公姚璞，永和（417年）投降刘裕，被杀
- 公爵姚質
- 公爵姚逵
- 公爵姚裕
- 公爵姚國兒
- 姚耕兒
- 北魏陇西公姚黃眉

### 女
- 西平公主姚氏，北魏明元帝拓跋嗣昭哀皇后。

## 延伸阅读
[在维基数据编辑]
 《晉書/卷117》，出自房玄齡《晉書》